# Szőlősvégardó
Szőlősvégardó (ruszinul Ардовиць/Ардув (Ardovéc / Ardüv), ukránul Підвиноградів (Pidvinohragyiv / Pidvynohradiv), oroszul Подвиноградов (Podvinogradov), szlovákul Ardovec) falu Ukrajnában, Kárpátalján, a Beregszászi járásban.

## Fekvése
Nagyszőlőstől 5 km-re nyugatra fekszik.

## Története
1295-ben Ordov néven említik először. Királyi erdőóvók alapították a 13. században. Református temploma a 15. században épült, a romos templomot 1912-ben még helyreállították, de az 50-es években lebontották. 1910-ben 1141, többségben magyar lakosa volt, jelentős ruszin kisebbséggel. A trianoni békeszerződésig Ugocsa vármegye Tiszáninneni járásához tartozott. Ma 3500 lakosa van.
2020-ig Csonkás, Mátyfalva és Oroszvölgy tartozott hozzá.